# Manfred Weinberg
Manfred Weinberg (* 23. Februar 1959 in Bad Godesberg) ist ein deutscher Literaturwissenschaftler.

## Leben
Weinberg studierte Germanistik, Biologie, Philosophie und Pädagogik an der Universität Bonn. Nach der Promotion in Bonn 1992 (über Hubert Fichtes Suche nach der verlorenen Sprache einer poetischen Welterfahrung) und der Habilitation 2001 an der Universität Konstanz (über Erinnerung und Gedächtnis in der Literatur/Theorie) wurde er dort 2006 außerplanmäßiger Professor. Im September 2010 wurde er zum Professor für Neuere deutsche Literaturwissenschaft an die Karls-Universität berufen, wo er derzeit stellvertretender Leiter des Instituts für Germanistik ist.
Weinberg forschte zur Literatur des 18. bis 21. Jahrhunderts, insbesondere zur Prager deutschen und deutsch-böhmischen Literatur. Weitere Forschungsschwerpunkte sind Inter-/Transkulturalität, Gedächtnis/Erinnerung, Literaturtheorie, gender studies, Anthropologie sowie Naturwissenschaft und Literatur.

## Schriften (Auswahl)
- Akut. Geschichte. Struktur. Hubert Fichtes Suche nach der verlorenen Sprache einer poetischen Welterfahrung. Bielefeld 1993
- Stefan Rieger, Schamma Schahadat, Manfred Weinberg (Hrsg.), Interkulturalität – zwischen Inszenierung und Archiv. Tübingen 1999
- Zur Frage der Gewalt in Hubert Fichtes Interviews mit Hans Eppendorfer. Pandaemonium Germanicum 4.2000, S. 285–318
- Andreas Langenohl / Ralph Poole / Manfred Weinberg (Hrsg.): Transkulturalität. Klassische Texte. Bielefeld: transcript 2015
- Peter Becher, Steffen Höhne, Jörg Krappmann, Manfred Weinberg (Hrsg.): Handbuch der deutschen Literatur Prags und der Böhmischen Länder. Stuttgart: J. B. Metzler 2017
- Die Geburt der 'Prager deutschen Literatur' aus der Dichotomie Zentrum – Peripherie. Frankfurt a. M.: Universitätsbibliothek Senckenberg 2018
- Manfred Weinberg, Irina Wutsdorff, Stepán Zbytovsky (Hrsg.), Interkulturelle Perspektiven auf Raum, Identität und Literatur. Bielefeld 2018